# مفاغرة الجيب اللفائفي
تعرف مفاغرة الجيب اللفائفي في الطب على أنها مفاغرة اللفائفي إلى فتحة الشرج متجاوزًا الموقع السابق للقولون في حال استئصاله، وتعرف بأسماء متعددة، كالجيب الشرجي اللفائفي، أو استئصال القولون الترميمي، أو الشد اللفائفي الشرجي، أو يُشار إليها أحيانًا باسم الجيب جي، أو الجيب إس أو الجيب دبليو، أو الجيب الداخلي. تحافظ هذه الجراحة على وظائف الشرج أو تستعيدها، ويبقى التغوط وتمرير البراز عملية إرادية تخضع لسيطرة المريض، ما يمنع سلس البراز ويعمل كبديل لفغر اللفائفي. يتكون الجيب من خزان معوي مُنشأ جراحيًا. يوجد عادةً بالقرب من المستقيم. يتشكل عن طريق طي العرى المعوية (اللفائفي) إلى بعضها البعض وخياطتها أو تثبيتها عن طريق الدباسة. تزال بعد ذلك الجدران الداخلية للعرى المعوية لتشكيل الخزان. يخاط الخزان بعدها أو يٌثبت بواسطة الدباسة في العجان مكان المستقيم.
يسمى الجيب اللفائفي بدون مفاغرته إلى الشرج بجيب كوك.

## أسباب إجراء مفاغرة الجيب اللفائفي
تجرى عملية تصنيع الجيوب الشرجية اللفائفية للأشخاص الذين أزيلت أمعائهم الغليظة جراحيًا بسبب مرض أو إصابة. تشمل أمراض الأمعاء الغليظة التي قد تتطلب الاستئصال الجراحي ما يلي:
- التهاب القولون التقرحي.
- داء كرون (بعض الحالات مختارة).[1]
- داء السلائل الورمي الغدي العائلي.
- سرطان القولون.
- تضخم القولون السمي.

هناك جدل حول كون المرضى الذين يعانون من داء كرون مرشحين مناسبين لإجراء مفاغرة الجيب اللفائفي الشرجي، وذلك بسبب خطر إصابة الجيب بالمرض وفشل الإجراء. يعتبر فغر اللفائفي بديلًا للجيب اللفائفي الشرجي.
تقتصر الإصابة في التهاب الكولون التقرحي على الأمعاء الغليظة أو القولون، ولذلك يشفى مرضى التهاب القولون التقرحي في حال استئصال كامل الأمعاء الغليظة وتشكيل الجيب اللفائفي الشرجي.  قد تظهر الإصابة بداء كرون في أي جزء من الجهاز الهضمي، ولذلك لا يمكن الشفاء من المرض بشكل نهائي عن طريق استئصال القولون وتشكيل الجيب. تساعد هذه العملية فقط على تخفيف الأعراض الناتجة عن إصابة الأمعاء الغليظة. يعتبر الجزء الأخير أو النهائي من الأمعاء الدقيقة والذي يعرف باسم اللفائفي المكان الأكثر شيوعًا للإصابة بداء كرون. حتى في حال خضوع مرضى داء كرون لجراحة الجيب اللفائفي الشرجي، سيتعين عليهم في النهاية الخضوع لفغر اللفائفي.
يمكننا اعتبار جراحة الجيب اللفائفي الشرجي شافية لمرضى التهاب الكولون التقرحي، ولكن هناك العديد من المضاعفات المحتملة بعد العمل الجراحي. على الرغم من وجود تحسن واضح لدى مرضى جراحة الجيب اللفائفي بالمقارنة مع المرضى المتعايشين مع مرض التهاب الكولون التقرحي والأمراض المشابهة له، ولكنهم سيعانون من الألم والشعور بعدم الارتياح. ينتج هذا الإحساس عن استجابة الجسم لغياب عضو هام ومحاولة تعويض هذا الفقد. يعاني العديد من المرضى من عدم القدرة على النوم طوال الليل، ومن آلام الغازات الشديدة والمتكررة، بالإضافة إلى ضرورة اتباع نظام غذائي صارم، ونقص بالعناصر الغذائية، وعدم القدرة على هضم بعض الأطعمة. يمكن أن يصاب الجيب اللفائفي بالالتهاب بشكل مماثل للمرض الأساسي في بعض الحالات، وهذا ما يعرف بالتهاب الجيبة.

## التاريخ
يعتبر آلان باركس مبتكر الإجراء الجراحي لتشكيل الجيب اللفائفي الشرجي، وأجري للمرة الأولى في مشفى سانت مارك في لندن في منتصف إلى أواخر السبعينيات، ونٌشرت تفاصيل الإجراء في المجلة الطبية البريطانية في عام 1978. عُرف الجيب أيضًا باسم «جيب باركس». أما الاسم الأكثر شيوعًا فهو الجيب جي. طور الجيب جي ليصبح بديل عن الفغر اللفائفي، الذي يجرى عن طريق سحب الأمعاء الدقيقة عبر البطن وخياطتها لتشكيل فتحة تسمى بالفغرة، وتطرح فضلات الأمعاء عبر فتحة الفغرة إلى كيس خارجي يرتديه المريض.